# Struthanthus dorothyi
Struthanthus dorothyi är en tvåhjärtbladig växtart som beskrevs av C.T. Rizzini. Struthanthus dorothyi ingår i släktet Struthanthus och familjen Loranthaceae. Inga underarter finns listade i Catalogue of Life.